# 구사노역 (효고현)
구사노역(일본어: 草野駅, くさのえき 쿠사노에키[*])은 일본 효고현 단바사사야마시에 있는 역이다. 서일본 여객철도가 운영한다.

## 역 구조
상대식 승강장으로 2면 2선의 지상역이다. 무인역으로 이코카 및 제휴 교통카드의 사용이 가능하며 자동개찰기가 설치되어 있다.
양 승강장은 과선교로 연결되어 있다. 후쿠치야마 선과 조반선에 있는 역명인 효고현 산다시와 후쿠시마현 후타바군 히로노정의 히로노역과 같이 후쿠시마현 이와키시의 조반선 구사노역과 구별하기 위해 승차권에는 '(福) 草野'라고 새겨져 있다.

### 승강장
| 1 | ■ JR 다카라즈카 선 | 사사야마구치 · 후쿠치야마 방면 |
| 2 | ■ JR 다카라즈카 선 | 산다 · 다카라즈카 방면         |

## 역사
- 1958년 3월 27일: 개업
- 1987년 4월 1일: 민영화에 의해 서일본 여객철도의 소속이 되었다.
- 2003년 11월 1일: 이코카의 사용이 개시되었다.

## 인접정차역
| 서일본 여객철도 후쿠치야마 선 | 서일본 여객철도 후쿠치야마 선 | 서일본 여객철도 후쿠치야마 선 |
| ----------------------------- | ----------------------------- | ----------------------------- |
| 아이모토 오사카 방면          | ■ JR 다카라즈카 선            | 후루이치 후쿠치야마 방면      |